# 殷允芃
殷允芃（1941年—，英文：Diane Yin），出生於陝西省西安市，中華民國(台灣)記者、作家，為台灣當代新聞及出版業的傑出代表，《天下雜誌》群創辦人、曾擔任董事長兼總編集長至2021年8月，曾言：「我以做一位記者為樂」。現任天下雜誌教育基金會董事長。

## 簡歷
殷允芃父為殷君釆，山東省滕縣人，曾任隴海鐵路局總務處長、中國國民黨青島特別市黨部主任委員、第一屆國民大會代表；母親為馬培芹，河南省人，因外公在廣西任官，生於廣西省。殷君釆於1955年病逝於台北，家中4名子女由馬培芹扶養成人。。
殷允芃成長於臺灣彰化縣員林鎮，後於北一女中高中部、國立成功大學外文系畢業。她去美國愛荷華大學唸「新聞傳播」，取得碩士學位後，曾任美國《費城詢問報》記者。在那段時期，她曾利用業餘時間訪問了一連串美國的華人代表，其中她最感珍貴的是訪問到了張愛玲。
返台後，她曾任職於美國新聞處，擔任過合眾國際社記者、美國《紐約時報》駐台特約記者、《亞洲華爾街日報》駐台特派員，並曾任教於政治大學新聞系。1981年殷允芃與高希均、王力行共同創辦《天下雜誌》，日後殷允芃又陸續創辦《康健雜誌》（1998）、《Cheers快樂工作人雜誌》（2000）、《親子天下雜誌》（2008）、天下雜誌出版（2000）與天下雜誌教育基金會（2002）等事業體，統稱《天下雜誌》群。為推動社會進步，發揮積極影響力。
殷允芃曾任第一、二、三屆國統會委員、國家發展會議委員、文復會委員及經發會委員，並於1994年到1996年間應李遠哲邀請擔任行政院教育改革審議委員會委員。
殷允芃曾獲頒愛荷華大學傑出校友、1985年成功大學傑出校友、1976年第六屆中華民國十大傑出女青年，三次獲頒金鼎獎，1987年獲麥格塞塞獎新聞獎，1995年被《亞洲周刊》評為亞洲最有影響力的女性之一。2010獲頒政治大學名譽文學博士，並於同年榮獲卓越新聞獎新聞志業終身成就獎。
2011年，殷允芃首次擔任紀錄片導演及編劇，製作記錄好友社會學家成露茜燦爛人生的紀錄片《綿延的生命》 （页面存档备份，存于），獲得金穗獎「最佳紀錄片獎」。
2012年，因於新聞出版專業有特殊成就與貢獻，對新聞專業及倫理之堅持與執著，獲頒第36屆金鼎獎雜誌類特別貢獻獎 （页面存档备份，存于）。
2016年5月12日，獲總統馬英九授予二等景星勳章。
2021年獲頒「亞洲卓越新聞獎 終身成就獎 （页面存档备份，存于）」（SOPA Lifetime Achievement Award Recipient 2021）。
2022年獲頒「法國榮譽軍團勳章」（Légion d'honneur）騎士勳位。

## 著作
除英文專作外，主要中文著作為：
1971  《中國人的光輝及其他：當代名人訪問錄》

1974  《新起的一代》

1982  《決策者》

1985  《太平洋世紀的主人》

1987  《等待英雄》

1992  《點燈的人》

1992  《發現台灣》（合著）

1996  《敬天愛人》

1999  《素直的心》

影像作品：

2011   《綿延的生命 Lucie的人生探索》成露茜紀錄片 （页面存档备份，存于）

2013   《發現美麗台灣之春夏秋冬》紀錄片 （页面存档备份，存于）